# Феррейраш
Феррейраш (порт. Ferreiras)  —  район (фрегезия) в Португалии,  входит в округ Фару. Является составной частью муниципалитета  Албуфейра. По старому административному делению входил в провинцию Алгарве. Входит в экономико-статистический  субрегион Алгарве, который входит в Алгарве. Население составляет 4951 человек на 2001 год. Занимает площадь 24,64 км².
| Google Map |